# Кочедыжниковые
Кочедыжниковые (лат. Athyriaceae) — семейство папоротников порядка Многоножковые (Polypodiales).

## Роды
Семейство включает в себя 5 родов:
- Anisocampium
- Athyrium Roth — Кочедыжник
- Cornopteris
- Deparia Hook. & Grev.
- Diplazium Swartz — Диплазиум